# Henrique Santillo
Henrique Antônio Santillo GOMM (Ribeirão Preto, 23 de agosto de 1937 — Anápolis, 25 de junho de 2002) foi um médico e político brasileiro filiado ao Partido da Social Democracia Brasileira (PSDB). Foi ministro da Saúde durante o governo Itamar Franco. Por Goiás, foi governador, senador e deputado estadual, além de prefeito e vereador de Anápolis.
Durante o seu mandato de governador do estado, parte de Goiás foi desmembrada para formar o atual estado do Tocantins, sendo portanto o último governador goiano a governar sobre tal região.

## Biografia
Henrique nasceu na cidade paulista de Ribeirão Preto, em 1937. Era filho dos imigrantes italianos Virgínio Santillo e Elydia Maschietto Santillo. A família, composta ainda pelos filhos Ademar e Romualdo, transferiu-se para a cidade goiana de Anápolis, em 1942. Henrique ainda era criança quando começou a trabalhar e ajudar no sustento de casa, primeiro com o pai e depois como empregado de uma banca no mercado municipal. Foi casado com Sônia Célia Santillo, com quem teve dois filhos e três filhas, Elídia Célia, Sônia Míriam, Carlos Henrique (Diretor Parlamentar da Assembleia Legislativa e ex-suplente de deputado estadual), Carla Cíntia (deputada estadual e Conselheira do Tribunal de Contas) e Virgínio Neto.
Cursou o primário, ginasial e científico, onde ensaiou os primeiros passos na política como líder estudantil. Graduou-se em Medicina em 1963 pela Universidade Federal de Minas Gerais (UFMG). No dia 13 de setembro de 2001, recebeu a Medalha de Honra da UFMG.

### Primeira greve estudantil
Em janeiro de 1957 foi aprovado em primeiro lugar no vestibular para Medicina na Universidade Federal de Minas Gerais e em terceiro na Católica. Em Belo Horizonte, para manter-se, conciliava seu curso com a função de professor em cursinhos. Sua destacada atuação o levou a quebrar, já no segundo ano, a longa tradição do Diretório Acadêmico da Faculdade de Medicina de só eleger quintanistas, alcançando a presidência do Diretório Central dos Estudantes da UFMG e, depois, da União Estadual dos Estudantes de Minas Gerais, que brando a hegemonia dos grupos que dominavam aquela entidade há 20 anos. Em 1960, quando fazia residência médica no Hospital de pediatria da UFMG, foi eleito conselheiro da União Nacional dos Estudantes. E ganhou notoriedade nacional ao participar da primeira greve estudantil, com duração de quatro meses, até se alcançar a participação do corpo discente nas congregações e conselhos universitários. Formado, retornou a Goiás em 1964 e começou a clinicar, dividindo seu tempo entre a Santa Casa de Misericórdia de Anápolis, como voluntário, consultório particular e seis meses depois nos plantões do SAMDU, ambulatório público federal de emergências médicas.

### No MDB
Santillo foi um dos fundadores do MDB. Em 1966, lançado por amigos à Câmara Municipal obteve mais de 10% dos votos entre 60 concorrentes, 1.732 de um total de 12 mil votos válidos. Inovou a prática política com atuação em bairros da periferia e estimulando a formação de associações de moradores. Três anos depois, sempre dedicado às causas sociais, elegeu-se prefeito de Anápolis com dois terços dos votos válidos. Implementou um governo voltado prioritariamente para o social. Em 1974 foi o deputado estadual mais votado. Em Goiânia, Capital de Goiás, onde sequer fez campanha, teve seis mil votos. Em 1978, candidato a senador, teve de vender a sua casa para pagar os custos da campanha, feita ao volante de um Fusca. Derrotou os três candidatos da  Arena, com mais de 100 mil votos de frente.

## No Governo de Goiás
O ano de 1986, o encontrou candidato natural de seu partido ao Governo de Goiás, quando inovou as práticas políticas, a partir da campanha eleitoral, com a realização de caminhadas diárias e de 13 encontros regionais, com a distribuição de questionários para a população sugerir o plano de governo. Mais de 100 mil respostas embasaram seu programa administrativo. A mobilização popular deu-lhe vitória em 235 dos 244 municípios que Goiás tinha à época, consolidando a maior vitória eleitoral do Estado até então –quase um milhão de votos e uma dianteira superior a 400 mil sobre o principal concorrente. Dois dias após o pleito ele voltaria a surpreender os goianos, reeditando as caminhadas e carreatas de agradecimento e reforço dos compromissos assumidos. À frente do Governo de Goiás, direcionou a gestão ao desenvolvimento social, quando implantou as maiores redes de saúde pública e de saneamento básico de que se teve notícia no Estado.
Embora tenha herdado uma dívida praticamente impagável, bancos estaduais na mira de liquidações, funcionalismo em greve por mais de três meses de salários atrasados e arrecadação insuficiente, Henrique Santillo empenhou-se em sanear as finanças públicas, negociou democraticamente com os servidores e fez ampla reforma administrativa para modernizar as estruturas que datavam do começo da década de 60. Ainda como resultante das sugestões do povo, desenvolveu uma gestão democrática, sobretudo na saúde, área de maior relevo e que foi apontada pelo Ministério da Saúde como modelo para outros Estados. A rede de atenção começava nos Cais, que funcionavam 24 horas, todos dias da semana, com laboratório, farmácia popular, especialidades medicas, pequenas cirurgias a lhes conferir alta resolutividade. Os casos mais complexos eram encaminhados aos hospitais de referência, até o atendimento terciário. Treze hospitais regionais, em cidades estrategicamente escolhidas, contemplavam a população interiorana. A área social também foi marcada por programas como a cesta básica para famílias carentes, por núcleos de apoio à comunidade, construídos pelo Estado e entregues às associações de moradores, escolas profissionalizantes e ações pontuais de apoio à mulher, idoso e criança carente. Pela primeira vez o orçamento estadual teve a efetiva participação da comunidade.
Durante seu mandato Santillo enfrentaria graves adversidades decorrentes de vários planos econômicos que fracassaram na luta contra a inflação e o acidente radioativo com o césio 137, em Goiânia. Sua visão de estadista, preocupado em promover o desenvolvimento regional, levou à criação da Frente do Centro-Oeste, entidade da qual foi o primeiro presidente, com o objetivo de dar força política à região central do Brasil nas reivindicações comuns de Goiás, Mato Grosso, Mato Grosso do Sul, Rondônia e Distrito Federal. Como governador, empenhou-se ainda no saneamento das finanças públicas, na democratização e modernização das instituições de governo, com inovações do tipo eleição direta para diretores das escolas estaduais, substituindo as indicações meramente ARTIGO TRIBUNAL DE CONTAS DO ESTADO DE GOIÁS Publicado por: Comunicação/TCE ARTIGO partidárias, sorteio público para entrega de moradias financiadas pela COHAB e eleição direta para diretores e gerentes administrativos e de pessoal nos órgãos das administrações direta e indireta. Depois de concluir seu mandato Henrique Santillo desfiliou-se do PMDB e presidiu o Partido Progressista em Goiás.

## No Ministério da Saúde
Em setembro de 1993, aceitou convite do presidente Itamar Franco para assumir o Ministério da Saúde. À frente do Ministério Santillo consolidou a implantação dos medicamentos genéricos no Brasil e fez várias mudanças no sistema de saúde, que encontrou em crise. Passou a priorizar a atenção à saúde, com ações e programas de medicina preventiva, de controle social sobre o SUS, de agentes comunitários de saúde, de combate a endemias ressurgentes, como a febre amarela, dengue e cólera, de combate à avitominose, ao bócio endêmico e à fome, sobretudo nas regiões Norte e Nordeste. Em sua gestão as campanhas de multivacinação não só tiveram sequência como também foram reforçadas, culminando com o recebimento, em 1994, da Organização Mundial de Saúde e da Organização Panamericana de Saúde, o certificado de erradicação da poliomielite no território nacional – coroando assim os esforços que o Brasil já vinha fazendo nesse sentido. Ao deixar o Ministério, ao fim da gestão Itamar Franco, Santillo legou ao País programas de alta relevância, implantados ou em fase inicial e que ainda estão em curso, como o Saúde da Família, de Ambulatórios de Alta Resolutividade 24 Horas, de Resgate a Acidentados em Rodovias, Disque Saúde, Assistência Integral à Saúde da Mulher e da Criança, de Incentivo ao Aleitamento Materno, de Prevenção e Combate à AIDS e outras Doenças Sexualmente Transmissíveis, e, Leite é Saúde.
Em 1994, foi admitido por Itamar à Ordem do Mérito Militar no grau de Grande-Oficial especial.

## Trabalho no Governo Marconi
Retornando a Goiás Henrique Santillo aceitou os apelos de antigos companheiros políticos e migrou para o PSDB, concorrendo à Prefeitura de Anápolis, após o que voltou a clinicar em sua especialidade, pediatria, gratuitamente, em um posto médico da Jaiara, na periferia daquela cidade. Voltaria à política partidária novamente em 1998 para comandar, em Anápolis, a campanha do então deputado federal Marconi Perillo ao Governo de Goiás, registrando vitória no primeiro e segundo turnos e o fim de um ciclo de 16 anos de mando peemedebista em Goiás. Henrique Santillo foi ainda Secretário de Estado da Saúde e Secretário de Articulação Política do Governo de Goiás, em 1999.

## Tribunal de Contas do Estado de Goiás
Desligou-se em definitivo da política partidária no final do ano de 1999, quando foi nomeado Conselheiro do Tribunal de Contas do Estado de Goiás, após ter sua indicação referendada pela unanimidade dos partidos representados na Assembleia Legislativa. No TCE-GO foi diretor da Sexta Auditoria Financeira e Orçamentária, Corregedor Geral, Vice-Presidente e Presidente, em 2002. Implementou o Plano de Cargos e Salários dos Servidores do TCE e deu início a um amplo programa de modernização do órgão de controle externo. Seu mandato de Presidente foi interrompido com seu falecimento.
O atual edifício-sede do TCE-GO recebeu o nome de Edifício Conselheiro Henrique Santillo, em sua homenagem.
Seu nome é reverenciado no Brasil e especialmente em Goiás como expoente da democracia, coerência, dignidade e ética.

## Morte
Henrique morreu em 25 de junho de 2002, aos 64 anos. Ele estava internado na UTI do Hospital Evangélico Goiano, em Anápolis, desde sábado, após sofrer um AVC. Um dia depois, foi submetido a uma cirurgia para extrair um coágulo no cérebro, exames apontaram a ausência de funções cerebrais. Ele foi velado no Palácio das Esmeraldas.
Após sua morte, em 25 de setembro de 2002, foi homenageado na fundação do moderno complexo hospitalar que atende, especialmente, o grande incapacitado, exclusivamente pelo Sistema Único de Saúde – SUS , o Centro Estadual de Reabilitação e Readaptação Dr. Henrique Santillo - CRER, unidade da SES-GO. O hospital é reconhecido pelo Ministério da Saúde como Centro Especializado em Reabilitação (CER) IV, por sua atuação na reabilitação de pessoas com deficiência física, auditiva, visual e intelectual 

## Anistia

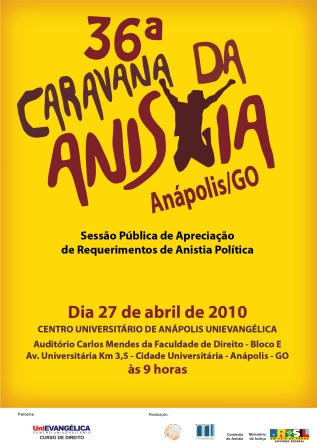
36ª Caravana da Anistia, em Anápolis.

Em 27 de abril de 2010 Henrique Santillo foi anistiado pela Comissão de Anistia do Ministério da Justiça, com base na Lei nº 10.559, de 13 de novembro de 2002, durante a 36ª Caravana da Anistia, realizada no auditório da Unievangélica, em Anápolis.
Examinando o requerimento nº 2009.01.64101, formulado pela viúva Sônia Célia Santillo, a Comissão de Anistia deferiu o pedido e expediu a declaração de anistiado político, tendo ainda, "oficializado, em nome do Estado brasileiro, um pedido de desculpa ao Sr. Henrique Antônio Santillo". O principal fundamento da decisão diz respeito à perseguição política representada pelo descredenciamento do mèdico Henrique Santillo dos quadros do INSS, por motivação excluisivamente política.
Criada pela Lei nº 10.559/2022, a  Comissão de Anistia, está hoje funcionando junto ao Ministério dos Direitos Humanos e Cidadania, com a finalidade de julgar os pedidos de anistia, formulados pelas vítimas de perseguição política, em razão de fatos ocorridos no período de 18 de setembro de 1946 até 5 de outubro de 1988, reconhecendo a condição de anistiado político e o direito à reparação econômica.

## Cargos políticos
- Vereador em Anápolis (1965-1969)
- Prefeito de Anápolis (1969-1972)
- Deputado estadual mais votado (1975-1979)
- Senador da República por Goiás (1979-1987)
- Governador do Estado de Goiás (1987-1991)
- Ministro da Saúde (1993-1995)
- Secretário de Saúde de Goiás(1999)
- Conselheiro do Tribunal de Contas do Estado de Goiás (1999-2002)
- Presidente do TCE-GO(2002)